# VfR Kaiserslautern
Maillots
Le VfR Kaiserslautern est un club allemand de football localisé à Kaiserslautern en Rhénanie-Palatinat.

## Repères historiques
- 1906 – création d’une section football au sein du cercle gymnique MTV KAISERSLAUTERN (créé en 1893).
- 1906 – création d’un club appelé VfB 1906 KAISERSLAUTERN.
- 1908 – la section football du MTV KAISERSLAUTERN devint indépendante sous l’appellation FUSSBALL CLUB BAYERN 1906 KAISERSLAUTERN.
- 1910 – 30/03/1910, fusion du VfB 1906 KAISERSLAUTERN avec le FUSSBALL CLUB BARBAROSSA 08 et le FC VIKTORIA 05 pour former le KAISERSLAUTERER FUSSBALL-VEREINIGUNG. Par après, ce club est rebaptisé SPIELVEREINIGUNG (SpVgg) 1910 KAISERSLAUTERN.
- 1920 – fusion entre le FUSSBALL CLUB BAYERN 1906 KAISERSLAUTERN et le SPIELVEREINIGUNG 1910 KAISERSLAUTERN pour former le VEREIN für RASENSPORT (VfR) KAISERSLAUTERN.

## Histoire
Lors de la saison 1944-1945, le VfR Kaiserslautern fit une association sportive de guerre (en Allemand: Kriegspielgemeinschaft - KSG) avec son voisin du 1. FC Kaiserslautern pour jouer sous le nom de KSG Kaiserslautern. Mais en raison de l’évolution de la guerre, cette équipe ne joua que deux matches amicaux.
En 1945, tous les clubs ou associations allemands furent dissous par les Alliés. Le VfR Kaiserslautern fut rapidement reconstitué et, comme toutes les équipes des zones d’occupation française et américaine, recommença à jouer dès la saison 1945-1946.
En 1949, le VfR Kaiserslautern accéda à l’Oberliga Südwest (équivalent D1) et y évolua neuf saisons consécutives. Relégué en fin de saison 1957-1958, le club y remonta en 1961 et joua les deux derniers exercices avant la dissolution de cette ligue lors de la création de la Bundesliga en 1963.
Ensuite, le VfR joua deux saisons en Regionalliga Südwest (équivalent D2) puis descendit au 3e niveau (Amateur Liga).
Le club ne parvint jamais à quitter l’anonymat des séries amateurs, même au fil de la restructuration de la pyramide du football allemande vers la forme que nous lui connaissons de nos jours.
En 2010, le VfR Kaiserslautern évolue en Bezirskasse Rhénanie-Palatinat Nord, soit le 9e niveau de la hiérarchie de la DFB.

## Joueurs connus
- Ernst Willimowski (auteur de 4 buts contre le Brésil lors de la Coupe du monde 1938).